# Paul van den Berg
Paul van den Berg, ook bekend als Paul Vandenberg, (Sint-Gillis, 11 oktober 1936) is een Belgisch voormalig voetballer die speelde als aanvallende middenvelder. Hij voetbalde in Eerste klasse bij Union Sint-Gillis, Standard Luik, RSC Anderlecht en Crossing Schaarbeek en speelde 38 wedstrijden met het Belgisch voetbalelftal.

## Loopbaan
Van den Berg sloot zich op 13-jarige leeftijd als jeugdspeler aan bij Union Sint-Gillis en doorliep er de jeugdreeksen. Hij debuteerde in 1954 in het eerste elftal van de club. Van den Berg was een technisch speler en veroverde al dadelijk een basisplaats in de ploeg. Union eindigde steeds in de middenmoot van de eindrangschikking. Het sportief hoogtepunt was het bereiken van de halve finales in de Jaarbeursstedenbeker 1958/60 tegen Birmingham City FC nadat AS Roma werd uitgeschakeld. In 1963 degradeerde de ploeg echter naar Tweede klasse. Ondanks een aantal aanbiedingen van andere Eerste klassers verkoos van den Berg om bij de ploeg te blijven. Het volgende seizoen speelde Union onmiddellijk kampioen en steeg terug naar de hoogste afdeling. Het verblijf in Eerste klasse was echter van korte duur want in 1965 degradeerde de club opnieuw naar Tweede klasse.
van den Berg verliet de ploeg en ging bij Standard Luik spelen. Hij bleef er twee seizoenen en won met de ploeg de Beker van België in 1966 en 1967. van den Berg bereikte met de ploeg de halve finale van de Europacup II 1966/67 tegen FC Bayern München. Hij speelde er 40 wedstrijden en scoorde vijf doelpunten. 
Het werkvoetbal van Standard lag de technisch verfijnde van den Berg minder en RSC Anderlecht trok hem aan in 1967. Van den Berg werd met de ploeg onmiddellijk landskampioen. Hij ondervond veel concurrentie op zijn positie in de ploeg en speelde dat seizoen slechts 14 wedstrijden.
Van den Berg ging na het seizoen aan de slag bij Crossing Molenbeek, dat actief was in Tweede klasse. Hij behaalde in 1969 met de ploeg de tweede plaats en promoveerde terug naar de hoogste afdeling. Van den Berg bleef nog één seizoen voetballen bij de ploeg die inmiddels haar naam na een fusie gewijzigd had in Crossing Schaarbeek. In 1971 zette van den Berg een punt achter zijn spelersloopbaan na nog een seizoen bij Uccle Sport.In eerste klasse speelde hij 304 wedstrijden en scoorde 86 doelpunten.
Tussen 1957 en 1967 speelde van den Berg 38 wedstrijden met het Belgisch voetbalelftal waarbij hij in totaal 16 doelpunten scoorde.
Na zijn spelersloopbaan volgde van den Berg de trainersschool op de Heizel. Hij was jeugdtrainer bij Union Sint-Gillis en nam in 1986 op vraag van Jean-Paul Colonval deel aan diens voetbalschool. In 1992 keerde van den Berg terug naar Union en werd er opnieuw jeugdtrainer.Paul van den Berg heeft net als Hypoliet van den Bosch een Nederlandse vader en vandaar de kleine v.